# 鍾港武
鍾港武，BBS，JP（1974年6月7日—），香港政治人物，民建聯成員。現任油尖旺區議會委任議員，曾任油尖旺區議會主席及富榮選區議員。

## 簡歷
鍾港武早年畢業於鐘聲學校，曾就讀趙聿修紀念中學，因在1991年香港中學會考中未能取得理想成績而轉讀仁濟醫院第二中學，1992年重考會考，結果以 1A2B 合共22分的成績於仁濟醫院第二中學升讀預科，並於1994年中七畢業，是該校首屆預科生。他後來於香港浸會大學中國研究（社會學專業）課程畢業。畢業後擔任民建聯葉國忠議員辦事處總幹事。1999年參與第一屆區議會選舉，在富榮選區挑戰兼任立法會議員的民主黨涂謹申。以1670對934票落敗。選後一直服務富榮選區。
2000年香港立法會選舉，以民建聯高級助理地區統籌主任的身份參與選舉，排在曾鈺成名單第二位。由於曾鈺成名單只得到足夠取一席的選票，故落選。
2003年香港區議會選舉，他又再次捲土重來，於富榮選區再次挑戰兼任立法會議員的民主黨涂謹申。雙方戰情激烈，被視為焦點戰役之一，最後，以2565對1961票再次被打敗。
2004年香港立法會選舉，他亦參選，排在曾鈺成名單的第二位，亦由於曾鈺成名單只得到足夠取一席的選票，故落選。
2007年香港區議會選舉，他亦於富榮選區參選，由於涂謹申不連任，民主黨推出支聯會常委黎麗霞參選，結果鍾港武以2851對1402票擊敗黎氏成功當選選戰後，時事評論及電台主持李慧玲在《AM730》中以「鍾港武現象」為題，直指鍾港武的勝選沒什麼了不起，因為他可持續8年在富榮選區繼續擔任地區幹事是基於背後有強大的政黨民建聯提供薪酬，他的資金和資源基本上比區議員薪酬有過之而無不及。
2008年油尖旺區議會就職後，在民建聯以及其他建制派的支持下，首次擔任區議員便當選油尖旺區議會主席一職。
同年，鍾港武參與了2008年香港立法會選舉，排於李慧琼名單第二名，但最後落選。至2012年香港立法會選舉，曾擔任葉國忠助理的鍾港武未能取得黨內提名出選立法會，而民建聯九龍西名單的第二名位置是由黨齡遠比鍾港武淺、葉國忠兒子的葉傲冬取而代之。
2009年10月27日的《蘋果日報》報道，身兼區議會主席的鍾港武否決尖碼之聲向油尖旺區議會提出，要求出席10月29日舉行的區議會大會的申請。尖碼之聲本為游說各區議員支持保留尖沙嘴巴士總站，尖碼之聲質疑，鍾港武是巴士總站改建為露天廣場的設計比賽評判，因此存心打壓反對聲音。
2015年區議會選舉後，身為油尖旺區議會主席的鍾港武成功連任，但主席一職在今屆有多人想競逐，除了鍾港武，還有葉傲冬和陳少棠。最後鍾港武放棄連任，再次讓路給政治世家出身的葉傲冬。而當時另外一個競爭對手陳少棠就退黨轉投經民聯。
2019年區議會選舉，被民主黨李偉峰以接近1000票擊敗。及後獲政府宣布委任為酒牌局成員，任期為兩年，由2020年起至2021年12月31日止。